# Шаторальяуйхей
Ша́торальяу́йхей (венг. Sátoraljaújhely [ˈʃaːtorɒjːɒ.uːjhɛj], словац. Nové Mesto pod Šiatrom, ист. нем. Neustadt am Zeltberg, идиш איהעל‎ Ihel) — город на северо-востоке Венгрии, четвёртый по величине город медье Боршод-Абауй-Земплен после Мишкольца, Озда и Казинцбарцики. В ряде источников встречаются названия Уйгель, Шаторалья, Подшатерный и Шаторалья-Уйельи.
Население — 17 992 человека (2007).

## География и транспорт
Город стоит на границе со Словакией, которая проходит прямо в черте города по реке Ронява. Со словацкой стороны расположен небольшой посёлок Словенске Нове Место. Шаторальяуйхей находится в 80 километрах к северо-востоку от столицы медье Мишкольца и связан автомобильными и железными дорогами с Мишкольцем и Словакией (в том числе с Кошице).

## Этимология
Сложное название города переводится как «Новый город под шатром» и связано с историей. Историческое поселение именовалось Sátoralja (Шаторалья), что означает «под шатром». Возможно, название связано с тем, что город расположен под сенью холма. После монгольского нашествия XII века город был разрушен. В XIII веке город был отстроен заново и стал называться «новым» (венг. új hely — новое место). Словацкое название города — словац. Nové Mesto pod Šiatrom является буквальным переводом венгерского названия.

## История
В 1240 году поселение было разрушено монголами.
Шаторальяуйхей получил права города в 1261 году, в этот же период в городе построен укреплённый замок. Город был известен как один их главных центров венгерского виноделия, на гербе города изображена виноградная гроздь.

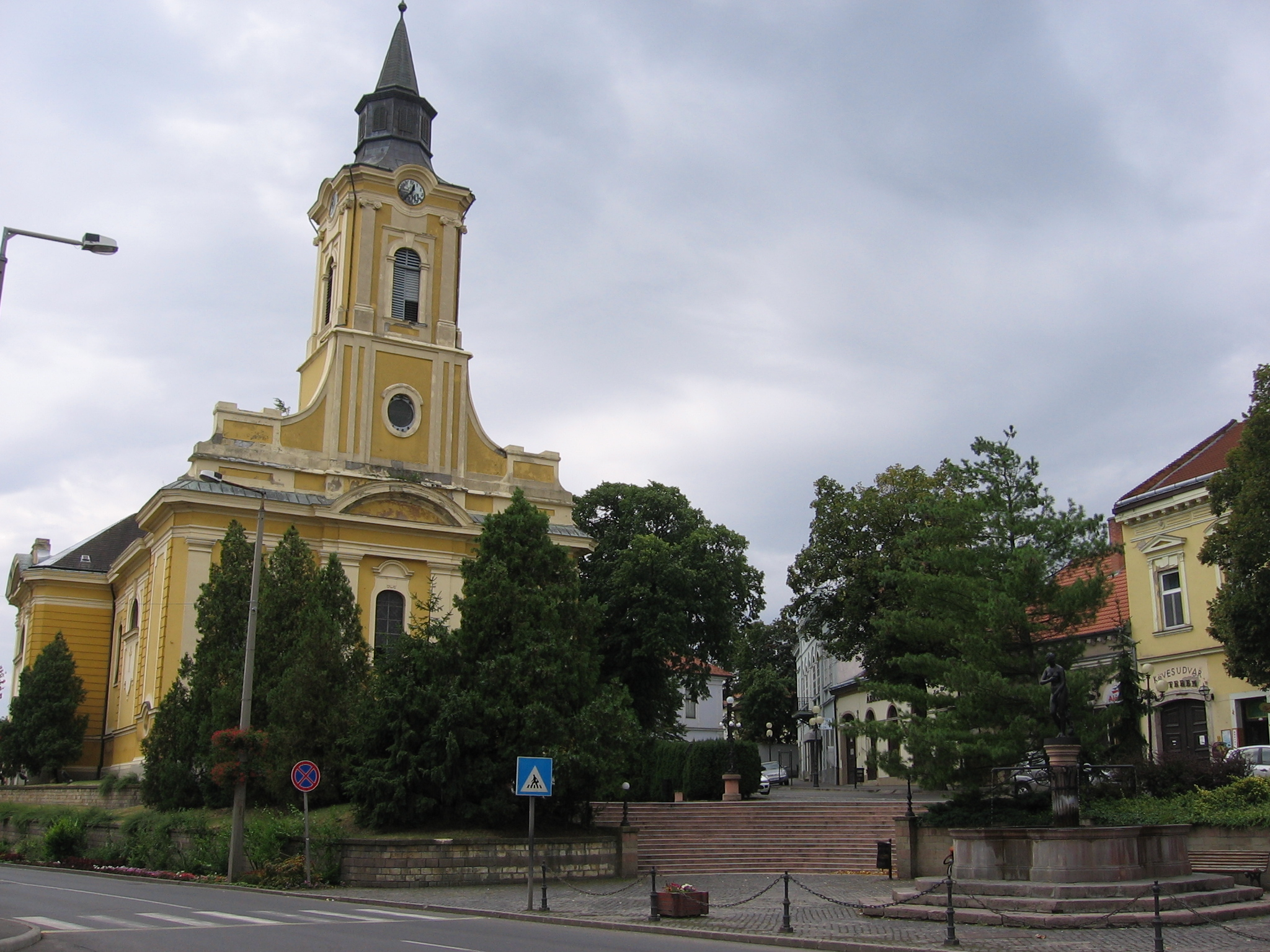
Городской собор

Город играл важную роль в истории региона. В XVII и XVIII веках здесь вспыхивали восстания против владычества Габсбургов. Во второй половине XIX века город быстро рос благодаря выгодному положению на стыке торговых путей в Польшу, Россию и Трансильванию. Шаторальяуйхей стал столицей комитата Земплен.
После окончания Первой мировой войны Венгрия потеряла большие территории. Граница со вновь образованным чехословацким государством прошла по реке Ронява, разделяющей Шаторальяуйхей. Город оказался разделённым на две части, бо́льшая (4/5 населения и 3/4 территории) часть отошла Венгрии, а на меньшей части был образован словацкий город Словенске Нове Место (Slovenské Nové Mesto).
Во время Второй мировой войны город пострадал от бомбёжек. После административной реформы 1950 года Шаторальяуйхей был присоединён ко вновь организованному медье Боршод-Абауй-Земплен. В последнее время город приобрёл известность как один из крупнейших горнолыжных центров Венгрии.

## Достопримечательности
- Исторический центр города
- Кафедральный собор
- Винная церковь
- Барочная городская ратуша

## Население
| Год  | Численность | Численность |
| ---- | ----------- | ----------- |
| 2018 | 14 253      | [ 7 ]       |
| 2021 | 13 554      | [ 8 ]       |
| 2022 | 13 531      | [ 9 ]       |
| 2023 | 13 122      | [ 10 ]      |
| 2024 | 12 973      | [ 2 ]       |

## Города-побратимы
- Sărățeni[вд], Румыния
- Кросно, Польша
- Лохья, Финляндия
- Михаловце, Словакия
- Ополе-Любельске, Польша
- Синдос, Греция
- Франекер, Нидерланды
- Франекерадел, Нидерланды